# David Hammerstein Mintz
David Hammerstein Mintz (Los Angeles, Estats Units, 1955) és un sociòleg i polític ecologista valencià d'origen estatunidenc que va obtindre la nacionalitat espanyola el 1986.

## Biografia[1]
De mare canadenca i avis polonesos i belarussos, va néixer a Los Angeles. En 1978 acaba els seus estudis de Sociologia en la Universitat de Califòrnia (1973-1978), partint aquest mateix any a Espanya i obtenint la nacionalitat espanyola en 1986. En els anys 80 i 90 es va destacar com líder veïnal en defensa del centre històric de València, així com en nombroses campanyes en defensa del medi ambient urbà i l'horta. Entre 1991 i 1999 va ser professor de secundària d'economia natural i geografia en un col·legi internacional cooperatiu a Godella (Horta Nord), i després i fins a 2003 com assessor ambiental. A partir de 1998 i fins a 2003 va ser portaveu d'Els Verds del País Valencià, i en 1999 comença a treballar per a Los Verdes, sent nomenat Portaveu internacional i Delegat espanyol en la Federació Europea de Partits Verds de l'any 2000 al 2004. Aquests càrrecs li van permetre col·laborar estretament amb líders verds europeus com Daniel Cohn-Bendit, Monica Frassoni, Alexander de Rosego, Patricia McKenna i Reinhard Buetikofer, carrera política que culminaria sent eurodiputat durant la VI legislatura del Parlament Europeu (2004-2009).
Actualment no pertany a cap partit polític i treballa per a una ONG internacional sobre qüestions de propietat intel·lectual en el camp de l'accés al coneixement, medicaments per als més pobres i llibertats digitals. Segueix participant en activitats ecologistes i iniciatives a favor de la pau en l'Orient Pròxim.

### Trajectòria política
Fruit de l'acord electoral entre el PSOE i la Confederació de Los Verdes defensat entre d'altres, per José María Mendiluce, encara que sense unanimitat dintre de la Confederació el que provocà l'escissió d'Els Verds - Esquerra Ecologista del País Valencià liderats per l'aleshores diputat Carles Arnal. Hammerstein va ser el coordinador de Los Verdes en la campanya conjunta al País Valencià.
Aquest mateix any, i com fruit del mateix acord d'associació política, Hammerstein va ser triat eurodiputat al número 20 de les llistes del PSOE. Es va integrar en el grup parlamentari Verds/ALE, que constava de 42 eurodiputats d'un total de 785.
En 2006 va ser acusat per la seva col·laboradora Rosa Santrich d'assetjament laboral i d'haver-li acomiadat per descobrir documentació en la qual suposadament falsejava el salari abonat als seus empleats. L'Oficina Antifrau de la UE, després de completar una investigació, va percebre indicis de delicte i va decidir remetre-la als tribunals competents d'Espanya i la UE. L'informe parlaria de desenes de milers d'euros malversats. Altre membre dels Verds i ex-assessor del Ministeri de Medi Ambient, José Santamarta, el va acusar d'utilitzar els fons de la UE per a adquirir a Brussel·les una casa per a la seva parella, i de pagar als seus assessors 600 euros mentre declarava 3.000.Finalment, el senyor Santamarta va ser condemnat en sentència ferma per difamació per un jutjat de València.
Va abandonar la Confederació dels Verds dos anys després de prendre possessió del seu càrrec, segons Hammerstien, pel desacord per les mesures preses des de la direcció del partit (expulsions del partit de membres d'Els Verds del País Valencià per donar suport la Constitució Europea i atacs personals a ell i el seu equip). No obstant això, des del partit explicaren l'abandó per tal d'eludir les conseqüències de l'expedient obert per no retre comptes conforme als estatuts del partit. Posteriorment, aquest mateix partit va sol·licitar la seva dimissió dels Verds europeus pel presumpte frau i els escàndols polítics.
No obstant això, finalment el Parlament Europeu va ratificar la regularitat dels seus comptes i tots els processos es van tancar sense cap mena de condemna cap a Hammerstein.